# Mike Mills

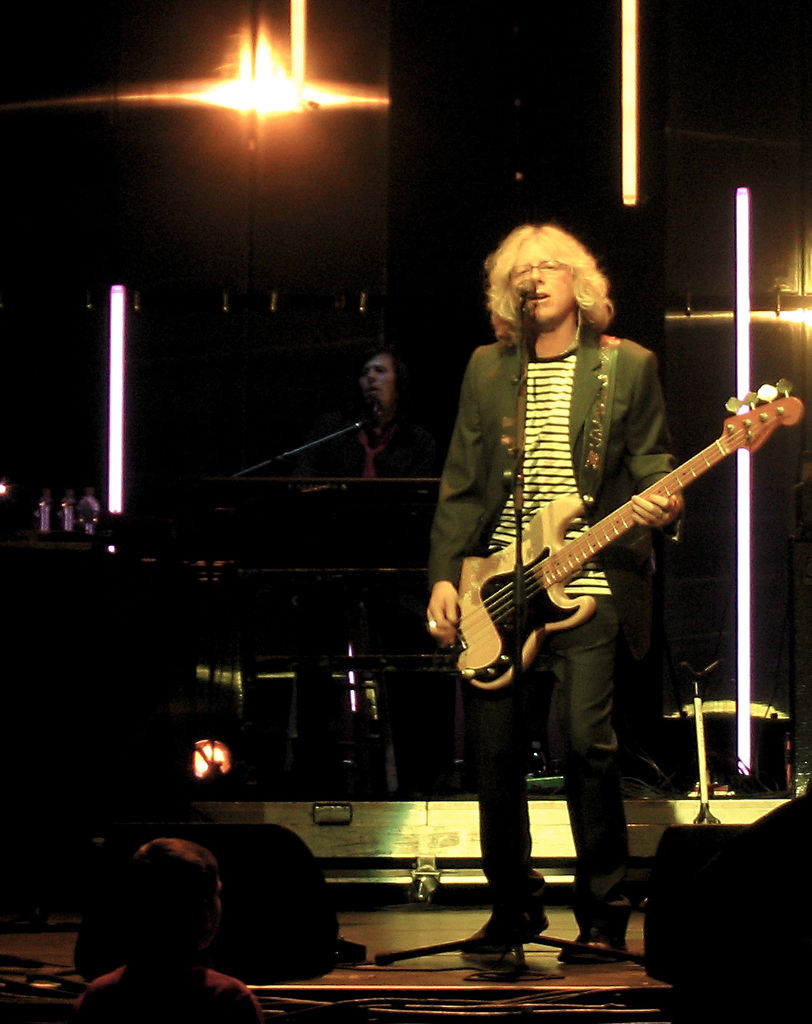
Mike Mills

Michael Edward Mills (Orange County (Californië), 17 december 1958) is de basgitarist van de Amerikaanse popgroep R.E.M.

## Biografie
Begin jaren 1960 verhuisde hij met zijn ouders Frank en Adora en zijn familie naar Macon in Georgia. Als zoon van een tenor en een pianoleerkracht ontwikkelde hij op jonge leeftijd al een neus voor muziek. Op zijn middelbare school leerde hij Bill Berry kennen, eerst waren ze wat vijandig tegenover elkaar, maar later vormden ze een bandje. Nadat ze begonnen aan de universiteit van Georgia in Athens ontmoetten ze Peter Buck.

## Uitrusting
Mike Mills heeft een aantal bassen gebruikt in zijn carrière. In het begin gebruikte hij een Ampeg Dan Armstrong-bas, die te zien is op de voorkant van het album R.E.M. Best Of The I.R.S. Years. Hierna gebruikte hij een Rickenbacker 4001, waarna hij in het midden van de jaren tachtig (vermoedelijk voor het album Green) overstapte op een okergele Fender Precision '57, die hij nog altijd gebruikt.

## Rol binnen R.E.M.
Mike Mills is de bassist, tweede stem en pianist bij de rockgroep R.E.M. Hij heeft een aantal bekende R.E.M.-nummers gecomponeerd,zoals "Nightswimming", "What's the Frequency Kenneth?" en "Let Me In", een ode aan Nirvana zanger Kurt Cobain.
Ook heeft hij een aantal liedjes zelf gezongen op de eerste stem:
- "Near Wild Heaven van het album Out of Time dat als single werd uitgebracht;
- "Texarkana" van het album Out of Time;
- "Love's All Around", een cover van het liedje van The Troggs;
- "Superman", een cover van het liedje van The Clique.

## Privé
Mike Mills is getrouwd en heeft een zoon. 
- Biblioteca Nacional de España: XX4958972
- Gemeinsame Normdatei: 135115515
- International Standard Name Identifier: 0000 0001 1680 8432
- Library of Congress Control Number: n91125795
- MusicBrainz: 525d2a4a-3d81-4d96-9581-3442feed3d2e
- Nationale Bibliotheek van Tsjechië: ola2002151827
- Nationale Bibliotheek van Israël: 987007407836505171
- Virtual International Authority File: 84964093
- WorldCat: E39PBJmtx7BcdXbGhBJWXH63Qq